# Mistrzostwa Świata w Piłce Nożnej 2026 (eliminacje strefy CAF)/Grupa E
Ten artykuł dotyczy trwającego lub niedawnego wydarzenia sportowego. Informacje w nim zamieszczone mogą się zmienić lub zdezaktualizować wraz z postępem zdarzenia. Początkowe doniesienia, wyniki lub statystyki mogą być niepewne. Ostatnie aktualizacje do tego artykułu mogą nie odzwierciedlać najbardziej aktualnych informacji.
W Grupie E pierwszej rundy eliminacji do Mistrzostw Świata 2026 biorą udział następujące zespoły:
- Maroko
- Zambia
- Kongo
- Tanzania
- Niger

 Erytrea wycofała się z udziału w eliminacjach tuż przed startem.
 Kongo zostało zawieszone 11 lutego 2025 r. w trakcie trwania eliminacji po rozegraniu 3 meczów. Powodem wykluczenia była bezprawna ingerencja osób trzecich w sprawy federacji piłkarskiej. 

## Tabela
| Lp. | Drużyna  | M | Z | R | P | B+ | B– | +/– | Pkt | Kwalifikacja                     |     | Maroko | Tanzania | Zambia | Niger | Kongo | Erytrea |
| --- | -------- | - | - | - | - | -- | -- | --- | --- | -------------------------------- | --- | ------ | -------- | ------ | ----- | ----- | ------- |
| 1   | Maroko   | 5 | 5 | 0 | 0 | 14 | 2  | +12 | 15  | Awans na Mistrzostwa Świata 2026 |     |        | 2–0      | 2–1    | wrz   | paź   | anul.   |
| 2   | Tanzania | 5 | 3 | 0 | 2 | 5  | 4  | +1  | 9   | Możliwy awans do drugiej rundy   |     | 0–2    |          | paź    | wrz   | 3–0   | anul.   |
| 3   | Zambia   | 5 | 2 | 0 | 3 | 9  | 7  | +2  | 6   |                                  |     | wrz    | 0–1      |        | paź   | 4–2   | anul.   |
| 4   | Niger    | 4 | 2 | 0 | 2 | 6  | 4  | +2  | 6   |                                  | 1–2 | 0–1    | 2–1      |        | paź   | anul. |         |
| 5   | Kongo    | 5 | 0 | 0 | 5 | 2  | 19 | −17 | 0   |                                  | 0–6 | wrz    | 0–3      | 0–3    |       | anul. |         |
| 6   | Erytrea  | 0 | 0 | 0 | 0 | 0  | 0  | 0   | 0   | Wycofana                         |     | anul.  | anul.    | anul.  | anul. | anul. |         |

1. ↑  Kongo zostało zawieszone 6 lutego 2025 w trakcie trwania eliminacji za bezprawną ingerencję osób trzecich w działania federacji piłkarskiej[4]. Zawieszenie zostało jednak zniesione 14 maja 2025[5]. Natomiast mecze rozgrywane w marcu 2025 z Tanzanią i Zambią zostały uznane za walkower na niekorzyść Konga.
2. ↑  Kongo zostało zawieszone 6 lutego 2025 w trakcie trwania eliminacji za bezprawną ingerencję osób trzecich w działania federacji piłkarskiej[4]. Zawieszenie zostało jednak zniesione 14 maja 2025[5]. Natomiast mecze rozgrywane w marcu 2025 z Tanzanią i Zambią zostały uznane za walkower na niekorzyść Konga.
3. ↑  Kongo zostało zawieszone 6 lutego 2025 w trakcie trwania eliminacji za bezprawną ingerencję osób trzecich w działania federacji piłkarskiej[4]. Zawieszenie zostało jednak zniesione 14 maja 2025[5]. Natomiast mecze rozgrywane w marcu 2025 z Tanzanią i Zambią zostały uznane za walkower na niekorzyść Konga.
4. ↑  Niger wygrał 3–0 walkowerem, po tym jak Kongo odmówiło wyjazdu na mecz do Demokratycznej Republiki Konga, gdy uznano, że ich stały stadion nie spełnia wymogów organizacyjnych[6].
5. ↑  Erytrea wycofała się z udziału w eliminacjach tuż przed startem[2].

## Wyniki
| 16 listopada 202320:00 CET | Maroko | [ a ] [ 7 ] | Erytrea | Stade d’Agadir, Agadir |
| 16 listopada 202320:00 CET |        | [ a ] [ 7 ] |         | Stade d’Agadir, Agadir |

| 17 listopada 202317:00 CET | Zambia                                     | 4:2(2:2) | Kongo                                   | Levy Mwanawasa Stadium, Ndola Sędzia: Mahmoud El Banna |
| 17 listopada 202317:00 CET | Daka 5', 90+2' · Banda 43' · F. Sakala 69' | 4:2(2:2) | 13' Ganvoula M’boussy · 15' Bassouamina | Levy Mwanawasa Stadium, Ndola Sędzia: Mahmoud El Banna |

| 18 listopada 202317:00 CET | Niger        | 0:1(0:0) | Tanzania | Stade de Marrakech, Marrakesz (Maroko) Widzów: 178 Sędzia: Lotfi Bekouassa |
| 18 listopada 202317:00 CET | 56' M'Mombwa | 0:1(0:0) |          | Stade de Marrakech, Marrakesz (Maroko) Widzów: 178 Sędzia: Lotfi Bekouassa |

| 20 listopada 202317:00 CET | Erytrea | [ a ] [ 10 ] | Kongo | Stade d’Agadir, Agadir (Maroko) |
| 20 listopada 202317:00 CET |         | [ a ] [ 10 ] |       | Stade d’Agadir, Agadir (Maroko) |

| 21 listopada 202320:00 CET | Tanzania                          | 0:2(0:1) | Maroko | Benjamin Mkapa National Stadium, Dar es Salam Widzów: 60 000 Sędzia: Abongile Tom |
| 21 listopada 202320:00 CET | 28' Ziyech · 53' (sam.) Mwaikenda | 0:2(0:1) |        | Benjamin Mkapa National Stadium, Dar es Salam Widzów: 60 000 Sędzia: Abongile Tom |

| 21 listopada 202320:00 CET | Niger                   | 2:1(2:0) | Zambia   | Stade de Marrakech, Marrakesz (Maroko) Widzów: 200 Sędzia: Ahmed Abdul Razak |
| 21 listopada 202320:00 CET | Moutari 6' · Goumey 28' | 2:1(2:0) | 50' Daka | Stade de Marrakech, Marrakesz (Maroko) Widzów: 200 Sędzia: Ahmed Abdul Razak |

| 2024-06-dataCEST | Tanzania | [ a ] | Erytrea |  |
| 2024-06-dataCEST |          | [ a ] |         |  |

| 6 czerwca 202418:00 CEST | Kongo | 0:3 (wo.) | Niger | Stade des Martyrs, Kinszasa (Demokratyczna Republika Konga) |
| 6 czerwca 202418:00 CEST |       | 0:3 (wo.) |       | Stade des Martyrs, Kinszasa (Demokratyczna Republika Konga) |

| 7 czerwca 202421:00 CEST | Maroko                         | 2:1(1:0) | Zambia       | Stade d’Agadir, Agadir Sędzia: Issa Sy |
| 7 czerwca 202421:00 CEST | Ziyech 6' (k) · Ben Seghir 67' | 2:1(1:0) | 80' Chilufya | Stade d’Agadir, Agadir Sędzia: Issa Sy |

| 11 czerwca 202415:00 CEST | Zambia    | 0:1(0:1) | Tanzania | Levy Mwanawasa Stadium, Ndola Sędzia: Abdel Aziz Bouh |
| 11 czerwca 202415:00 CEST | 5' Waziri | 0:1(0:1) |          | Levy Mwanawasa Stadium, Ndola Sędzia: Abdel Aziz Bouh |

| 11 czerwca 202418:00 CEST | Kongo                                                      | 0:6(0:4) | Maroko | Stade d’Agadir, Agadir (Maroko) Sędzia: Daniel Nii Laryea |
| 11 czerwca 202418:00 CEST | 8' Ounahi · 16' Riad · 30', 39', 53' El Kaabi · 62' Rahimi | 0:6(0:4) |        | Stade d’Agadir, Agadir (Maroko) Sędzia: Daniel Nii Laryea |

| 2024-06-dataCEST | Erytrea | [ a ] | Niger |  |
| 2024-06-dataCEST |         | [ a ] |       |  |

| 2025-03-dataCET | Zambia | [ a ] | Erytrea |  |
| 2025-03-dataCET |        | [ a ] |         |  |

| 2025-03-dataCET | Tanzania | 3:0 (wo.) | Kongo |  |
| 2025-03-dataCET |          | 3:0 (wo.) |       |  |

| 21 marca 202522:30 CET | Niger       | 1:2(0:0) | Maroko                           | Stade d’honneur d’Oujda, Wadżda (Maroko) Widzów: 20 000 Sędzia: Omar Artan |
| 21 marca 202522:30 CET | Oumarou 47' | 1:2(0:0) | 59' Saibari · 90+1' El Khannouss | Stade d’honneur d’Oujda, Wadżda (Maroko) Widzów: 20 000 Sędzia: Omar Artan |

| 2025-03-dataCET | Kongo | 0:3 (wo.) | Zambia |  |
| 2025-03-dataCET |       | 0:3 (wo.) |        |  |

| 25 marca 202522:30 CET | Maroko                      | 2:0(0:0) | Tanzania | Stade d’honneur d’Oujda, Wadżda Sędzia: Alhadi Allaou Mahamat |
| 25 marca 202522:30 CET | Aguerd 51' · Brahim 58' (k) | 2:0(0:0) |          | Stade d’honneur d’Oujda, Wadżda Sędzia: Alhadi Allaou Mahamat |

| 2025-03-dataCEST | Niger | [ a ] | Erytrea |  |
| 2025-03-dataCEST |       | [ a ] |         |  |

| 2025-09-dataCEST | Kongo |  | Tanzania |  |
| 2025-09-dataCEST |       |  |          |  |

| 2025-09-dataCEST | Erytrea | [ a ] | Zambia |  |
| 2025-09-dataCEST |         | [ a ] |        |  |

| 2025-09-dataCEST | Maroko |  | Niger |  |
| 2025-09-dataCEST |        |  |       |  |

| 2025-09-dataCEST | Zambia |  | Maroko |  |
| 2025-09-dataCEST |        |  |        |  |

| 2025-09-dataCEST | Kongo |  | Erytrea |  |
| 2025-09-dataCEST |       |  |         |  |

| 2025-09-dataCEST | Tanzania |  | Niger |  |
| 2025-09-dataCEST |          |  |       |  |

| 2025-10-dataCEST | Erytrea | [ a ] | Maroko |  |
| 2025-10-dataCEST |         | [ a ] |        |  |

| 2025-10-dataCEST | Tanzania |  | Zambia |  |
| 2025-10-dataCEST |          |  |        |  |

| 2025-10-dataCEST | Niger |  | Kongo |  |
| 2025-10-dataCEST |       |  |       |  |

| 2025-10-dataCEST | Zambia |  | Niger |  |
| 2025-10-dataCEST |        |  |       |  |

| 2025-10-dataCEST | Erytrea | [ a ] | Tanzania |  |
| 2025-10-dataCEST |         | [ a ] |          |  |

| 2025-10-dataCEST | Maroko |  | Kongo |  |
| 2025-10-dataCEST |        |  |       |  |

## Strzelcy

### 3 gole
- Ayoub El Kaabi
- Patson Daka

### 2 gole
- Hakim Ziyech

### 1 gol
- Mons Bassouamina
- Silvère Ganvoula M’boussy
- Nayef Aguerd
- Eliesse Ben Seghir
- Brahim Díaz
- Bilal El Khannouss
- Azzedine Ounahi
- Soufiane Rahimi
- Chadi Riad
- Ismael Saibari
- Boubacar Goumey
- Amadou Moutari
- Youssouf Oumarou
- Charles M'Mombwa
- Junior Waziri
- Lameck Banda
- Edward Chilufya
- Fashion Sakala

### Gole samobójcze
- Lusajo Mwaikenda (dla  Maroka)